# BMW 8 시리즈
BMW 8 시리즈(BMW 8 Series)는 BMW의 대형 쿠페, 컨버터블이다.

## 1세대
1989년 9월 초에 프랑크푸르트 모터쇼에서 데뷔했다. 8시리즈는 기존의 6시리즈 시장을 뛰어 넘기 위해 고안되었다. 8시리즈는 훨씬 더 높은 구매 가격과 함께 성능도 크게 향상되었다. 헤드램프를 팝업 형태로 설계하여 Cd=0.29라는 공기저항을 실현했다. Z1과 함께 멀티 링크 리어 액슬을 사용한 BMW최초의 자동차 중 하나였습니다. 그러나 1990년대 초반의 세계적 불황, 페르시아 만 전쟁, 그리고 에너지 가격 폭등의 영향을 받았다. 그 결과 1991년에 고성능 M8에 대한 계획이 중단되었다. 1997년에 북미 시장에서 먼저 단종되었고, 1999년까지 유럽에서 생산을 계속하여 BMW 6 시리즈에게 물려주었다.

## 2세대

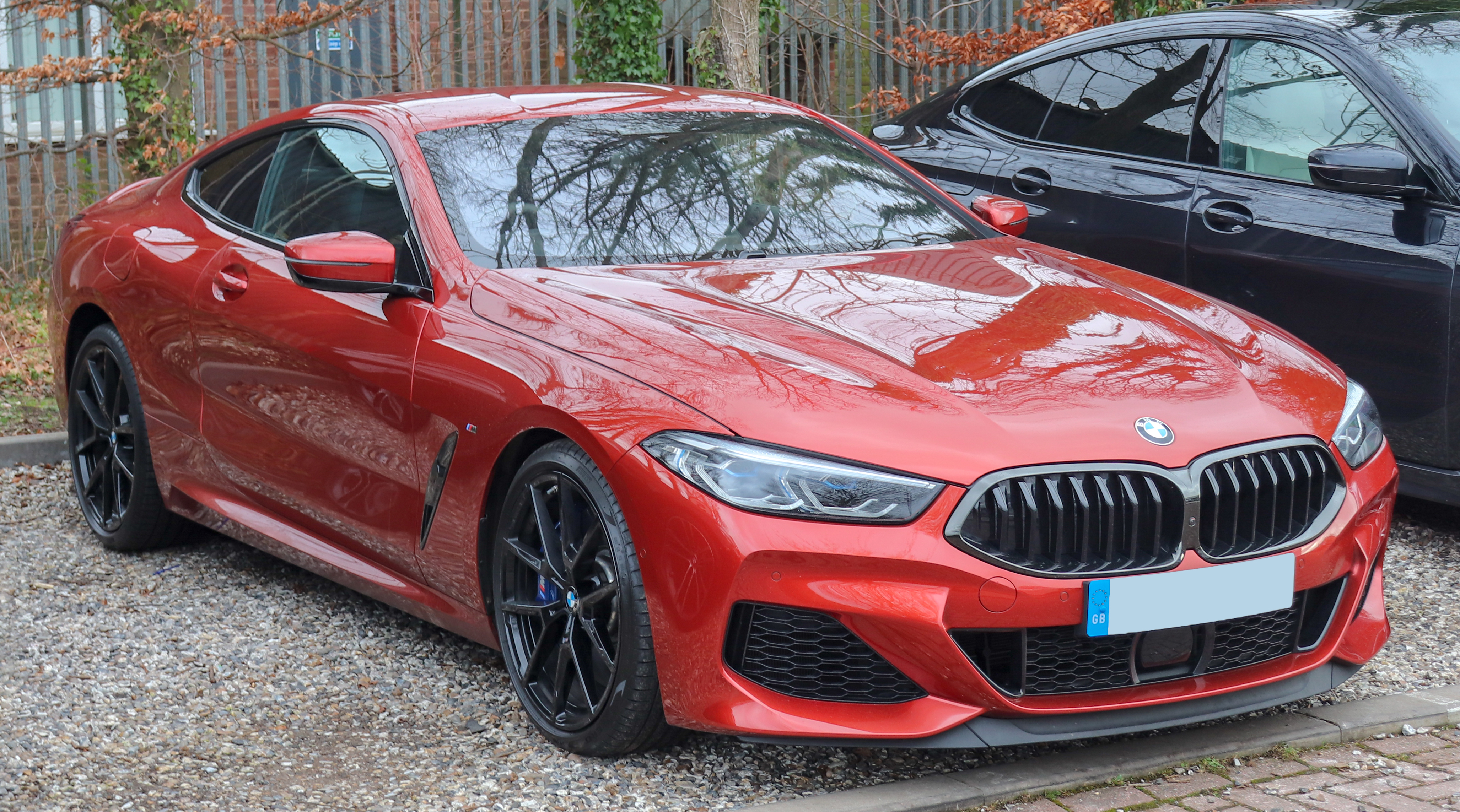

기존에 6시리즈가 있던 자리를 대체해서 20년 만에 부활했다. 2017년에 8시리즈 컨셉트카, 2018년에 제네바 모터쇼를 통해 그란쿠페 컨셉트카가 공개되었고, 같은 해 6월에 정식 공개되었다. 같은 해 11월에는 컨버터블이 공개되었다. 주후 고성능 모델인 M8도 공개될 예정이다.